# Al-Jazira (tv-kanal)
Uppslagsord som "Al-Jazeera" och "Al Jazeera" leder hit. För andra betydelser se al-Jazira.
Qanat al-Jazira (arabiska: قناة الجزيرة, "al-Jazira-kanalen"), ofta förkortat till al-Jazira, eller Al Jazeera med engelsk stavning, är en arabisk tv-kanal grundad 1996 och som ingår i Al Jazeera Media Network med huvudsäte i Qatars huvudstad Doha. Ordet "al-jazira" betyder bokstavligen "ön" och syftar på Arabiska halvön. Bolagets arabiskspråkiga nyhetskanal har en räckvidd på 50 miljoner tittare, medan den engelskspråkiga Al Jazeera English har en räckvidd på 80 miljoner tittare och distribueras brett hos bland annat svenska operatörer som en konkurrent till CNN International och BBC World News.
Kanalerna har en betydligt friare redaktionell linje än vad som har varit vanligt i arabvärlden. Deras program innehåller ofta kritik av regionens ledare och nyhetskanalen var den första arabiska kanalen som lät intervjua israeler. Den har vid ett flertal tillfällen publicerat insända video- och ljudupptagningar från Usama bin Ladin, Saddam Hussein, kidnappare med flera. 
al-Jazira består av ett flertal kanaler. Den arabiskspråkiga nyhetskanalen var länge den enda kanalen, och är den som har gjort al-Jazira känd. Till kanalens mest kända och omtalade program räknas Al-Ittijah al-Muakis (ung. den andra sidan) och Al-Sharia wal-Hayat (ungefär Religion och liv). Förutom nyhetskanalen finns det även sportkanaler, en barnkanal, en dokumentärkanal, en politikkanal och en engelskspråkig kanal. Tack vare kanalens framgångar har den fått flera efterföljare som till större eller mindre del följer dess koncept, bland annat Al-Arabiya och Abu Dhabi TV. Många andra kanaler har anpassat sitt utbud och sin framtoning för att kunna konkurrera.

## Historia

### Kanalen bildas och börja sända via satellit
Kanalen startades på initiativ av Qatars emir, Hamad bin Khalifa Al Thani. Han hade 1994 föreslagit sin far, som då var emir, att skapa en kanal motsvarande det som skulle bli al-Jazira. Ursprungligen var tanken att göra detta genom en satsning på den statliga TV-kanalen. Efter att Hamad bin Khalifa året därpå genom en kupp tagit makten kom den statliga TV-kanalen att få något friare händer.
al-Jazira började sända 1 november 1996. Kanalen fick vid starten ett stöd av emiren på 500 miljoner qatariska rial. Tanken var att pengarna skulle hålla kanalen vid liv de första fem åren, varefter den skulle gå med vinst. Emiren lade ner informationsdepartementet 1998, vilket medförde ett slut på mediecensuren. Därigenom fick kanalen betydligt friare händer.
En stor del av företagets personal kom från ett nedlagt projekt mellan en saudiarabisk prins och BBC för att skapa en arabiskspråkig version av BBC World. Kanalen sände ursprungligen från Arabsat, där de hade en Ku-band transponder. Då signalen från den typen av transponder är svag krävdes en parabol med en diameter på omkring två meter för att ta emot kanal. Då få hushåll hade så stora paraboler fick kanalen få tittare och liten uppmärksamhet. 
al-Jazira ville ha en starkare C-band transponder, men alla de transpondrarna var redan utnyttjade. En av kanalerna som hade en C-band transponder var franska Canal France International. I juli 1997 råkade de sända hårdporrfilmen Club Privé au Portugal istället för undervisningsprogram för skolbarn. Misstaget gjorde att kanalen förlorade sin plats på satelliten. Denna plats kom al-Jazira att ta över.

### Kanalen slår igenom i arabvärlden
Genom det bättre sändningsbandet ökade antalet personer som kunde följa kanalen drastiskt. Företrädare för olika organisationer som normalt varit utan eget medieutrymme i arabvärlden märkte att de kunde komma fram på al-Jazira, vilket gjorde ledare från bland annat Hamas, Irak, Libyen och Tjetjenien började förekomma tämligen flitigt. De försökte ofta utnyttja sin tid till att göra betydelsefulla uttalanden. När amerikanska och brittiska styrkor genomförde luftangrepp mot Irak under Operation Ökenräv var al-Jazira den enda TV-kanalen som förmedlade bilder från Bagdad. 
I juni 1999 publicerade al-Jazira, som första arabiska TV-kanal, en intervju med Usama bin Laden. Genom att sända programmet kom kanalen på kollisionskurs med flera av gulfstaterna. Saudiarabien hade redan tidigare kastat ut kanalens journalister från landet, nu förbjöd de saudier från att medverka i kanalens program. De kom senare att ligga bakom en reklambojkott mot kanalen. Bojkotten gäller fortfarande, och på grund av Saudi-Arabiens ekonomiska styrka och betydelse för regionen har detta påverkat kanalens ekonomi mycket negativt. Några månader efter av intervjun sändes kom Kuwait att kasta ut kanalens journalister.
Ursprungligen sände kanalen 6 timmar om dagen, detta ökade till 8 timmar 1997, sedan 12 timmar och i samband med att kanalen fick ta över C-bandstranspondern 17 timmar om dagen. al-Jazira började sända dygnet runt 1 februari 1999, samtidigt expanderade kanalen genom att den blev tillgänglig på fler satelliter, vilket gjorde att den kunde ses från Europa och Nordamerika.
Under Al-Aqsa-intifadan 2000 kom kanalens sändningar att spela en betydande roll. Ett filmklipp där en obeväpnad palestinsk pojke sköts ihjäl i Gazaremsan kom att orsaka starka känslor i arabvärlden och kom att göra honom till ett slags omslagspojke för intifadan. Flera politiker gjorde uttalanden i kanalen. Bland annat läste general Kaddafi upp ett utkast till uttalande från ett arabiskt toppmöte som sammankallats. Kanalens spridning ökade då den från intifadans början anpassade TV-tablån till vad som hände på plats, medan de statliga TV-kanalerna i arabvärldens fortsatte med sändningarna som vanligt. Enligt en uppskattning 2000 hade kanalen då omkring 35 miljoner TV-tittare varje kväll. Kanalens webbplats kom upp under 2001.

### Kriget i Afghanistan
Även om kanalen fått viss uppmärksamhet i västvärlden i samband med Operation ökenräv och Al-Aqsa-intifadan var det genom de händelser som följde på 11 september-attackerna som på allvar skulle göra kanalen känd där. Framförallt Usama bin Ladens uttalanden kom att få stor spridning. De första meddelandet från bin Laden efter attentatet kom i form av ett fax 24 september där han förklarade sig inte vara skyldig till attackerna. Genom att kanalen var den enda med en station i Afghanistan kom den att få en position under kriget där som motsvarade CNNs under Kuwaitkriget och jämförelser mellan de bägge kanalerna blev vanliga.
De allierades bombningar startade 7 oktober och dagen efter sände al-Jazira en video från Usama bin Laden. Förhållandet mellan al-Jazira och de allierade, främst USA och Storbritannien blev ansträngt. I samband med att emiren var i USA och bland annat mötte Colin Powell, passade denne på att uppmana emiren till att försöka få al-Jazira att tona ner sin rapportering från Afghanistan. I Europa fick kanalen, efter brittiska påtryckningar en varning från det franska sändningsorganet Conseil Supérieur de l'Audiovisuel (CSA) att de begick kontraktsbrott genom att sända bin Ladens videor oredigerade, och därmed riskerade att förlora sin licens för att sända inom EU om de fortsatte. Samtidigt insåg flera västpolitiker Al-Jaziras betydelse i arabvärlden och bland annat Tony Blair, Donald Rumsfeld och Condoleezza Rice lät sig intervjuas av kanalen.
Efter att Norra Alliansen intagit Kabul kom kanalens kontor där att bli bombat av amerikanskt flyg, inga personer blev dock skadade. Först förklarade Pentagon att det var ett misstag, men de kom senare att hävda att det var avsiktligt då kanalen genom att sända Al-Quida material blivit ett militärt mål. Det gjordes ingen utredning av händelsen. Enligt inofficiella uppskattningar ökande antalet personer som följde kanalen från 35 till 45 miljoner i samband med kriget.  
I juni 2002 tog Ramzi bin al-Shaibh och Khaled al-Sheikh Muhammed, som tillhör Al-Qaida via ombud kontakt med en av kanalens journalister, Yosri Fouda. De lät sig intervjuas och tog då på sig 11 september-attackerna. Dagen efter att det andra avsnittet (av två) av intervjuen sänts blev al-Shaibh tagen av pakistanska styrkor och överlämnad till USA.

### Irakkriget
Inför Irakkriget försökte kanalen uppnå samma ställning som den haft under kriget i Afghanistan. Totalt hade den trettio journalister i landet i samband med krigsutbrottet. En reporter samt en kameraman var inbäddade i de amerikanska styrkorna. 
På grund av den ställning kanalen etablerat i arabvärldens och dess förmåga att leverera intressant material kom flera västkanaler, bland annat BBC, att knyta avtal med kanalen. Ledande personer i den amerikanska administrationen, som Colin Powell, Condoleezza Rice och Donald Rumsfeld lät sig intervjuas. Likaså sände Usama bin Laden in ett sexton minuters ljudband. 
I samband med krigsutbrottet blev samtliga amerikanska nätverk utkastade ur Irak eller lämnade landet frivilligt, då riskerna för dess journalister beräknades bli mycket stora. Då samtliga nätverk hade avtal med al-Jazira visste de att de ändå skulle ha material. Under kriget kom kanalen att få kraftig kritik och anklagades för att bryta mot Genèvekonventionen då den visade dödade brittiska och amerikanska soldater. Då kanalen hade många journalister på plats kunde de vid flera tillfällen visa hur uppgifter från de inblandade parterna i kriget var inkorrekta. 
Precis som under Afghanistankriget blev kanalen kraftigt kritiserad och motarbetad i USA. De blev utkastade från New York-börsen och var tvungna att byta kontor i Washington. I samband med att kriget började blev kanalens webbplats hackad.
Fyra missiler träffades Sheraton Hotel i Basra under de allierades anfall av kanalens Bagdadkontor träffades 8 april av amerikanska missiler, Tareq Ayyoub dog efter attacken. Efter händelsen valde kanalen att dra tillbaka sina reportrar i Irak. Under kriget nådde kanalen 50 miljoner tittare.
Efter krigets slut kom kanalen att visa insända tal från bland annat Saddam Hussein och Al-Quidas Al-Zawahiri. De allierade blev allt mer kritiska till detta allteftersom oroligheterna tilltog i landet. De gillade inte heller att kanalen visade protester mot det nya styret. I september 2003 blev kanalen, liksom dess närmaste konkurrent Al-Arabiya, utstängda från Irak, anklagade för att så sekteristisk splittring och uppmana till våld genom att visa insända videor. Från 7 augusti 2004 har de varit helt utestängda från Irak. 
Den 5 september 2003 blev en av kanalens journalister, Taysir Alluni, tagen av spansk polis, anklagad för att tillhöra Al-Quida. Han dömdes i november 2005 till sju års fängelse för samröre med organisationen. Han dömdes för att i utbyte mot journalistiskt material ha arbetat för organisationen. I november 2005 skrev den brittiska tidningen Daily Mirror att USA:s president George W. Bush 16 april 2004 hade sagt till den brittiske premiärministern Tony Blair att det skulle vara en bra idé att bomba Al-Jaziras huvudredaktion i Qatar. 
Under Irakkriget visades sändningar från al-Jazira på svenska TV8. Dessa var koncentrerade till kvällar och nätter, och dubbades kontinuerligt till engelska.
I november 2006 inleddes Al-Jazeera English sändningar på engelska från redaktioner i Doha, Kuala Lumpur, London och Washington, D.C.. Dessa sändningar kan ses i Sverige genom Com Hem och Canal Digital.

## Kända journalister
| al-Jazira                                                                       | Al-Jazeera English                                                                        |
| ------------------------------------------------------------------------------- | ----------------------------------------------------------------------------------------- |
| - Walid al-Omary - Faisal al-Qasim - Taysir Alluni - Tareq Ayyoub - Yosri Fouda | - Felicity Barr - David Frost - Darren Jordan - Rageh Omaar - Linda Nyberg - Jamal Rayyan |

## Spridning
Al-Jaziras räckvidd är i de flesta arabländerna omkring 50 procent av den arabisktalande befolkningen. I det största landet, Egypten, är den dock bara 10 procent. Starkast är den på Västbanken och på Gazaremsan, där räckvidden är 99 procent. Totalt når den arabiska nyhetskanalen drygt 50 miljoner människor. Av dessa bor omkring 4 miljoner i Europa och 1 miljon i USA

### Böcker
- Hugh Miles (2005). Al-Jazeera - How Arab TV New Challenged the World. Abacus. ISBN 0-349-11925-2